# Munster Records
Munster Records  es una compañía discográfica independiente española fundada en 1983 por Iñigo Pastor más conocido artísticamente como Iñigo Munster, la discográfica se especializa en reunir artistas tanto en español como en inglés, así como de distintas partes del mundo. Conservando la escena independiente y underground de los años 1980 hasta el día de hoy.

## Algunos artistas de la discográfica
- Atom Rhumba
- Cancer Moon
- Cerebros Exprimidos
- Stiv Bators (Dead Boys)
- The Celibate Rifles
- The Cynics
- The Mr. T Experience
- Thee Headcoats
- Turbonegro
- White Flag